# Camptozorus lactucae
Camptozorus lactucae – gatunek pluskwiaka różnoskrzydłego z rodziny tasznikowatych i podrodziny Phylinae.
Gatunek ten opisany został w 1996 roku przez I.M. Kierżnera.
Pluskwiak o podłużno-jajowatym ciele długości od 2,8 do 3,5 mm. Ubarwienie jaskrawozielone. Głowa srebrno, a tarczka i skórzasta część półpokryw czarno owłosione. Na przedpleczu obecne włoski obu kolorów. Odnóża przedniej i środkowej pary nie mają na udach czarnego pasa. Samiec ma fallotkę o prawie kwadratowym wyrostku, a wierzchołkowy wyrostek edeagusa bardzo krótki, krótszy niż u C. chondrillae.
Rośliną żywicielską tych tasznikowatych jest Lactuca tatarica.
Owad znany z Kazachstanu, ajmaku kobdoskiego w Mongolii i obwodu astrachańskiego w Rosji.